# Заказное убийство на улице Алибегова в Минске
Двойное убийство на улице Алибегова в Минске произошло в ночь с 16 на 17 декабря 2015 года. В своей квартире были убиты 24-летняя Виктория Кешикова (1991 г. р.) и 32-летний Вячеслав Тихомиров (1983 г. р.). Погибшим нанесли около 80 ножевых ранений (по другим данным свыше 140 ран). Преступление совершили работники пилорамы ранее судимый уроженец Тамбовской области 43-летний Александр Жильников (1972 г. р.) и 23-летний Вячеслав Сухарко (1992 г. р.). Убийство заказала бывшая возлюбленная убитого Тихомирова 26-летняя Алина Шульганова (1989 г. р.).
Следствие установило, что девушка заказала избиение Кешиковой для того, чтобы восстановить отношения с Тихомировым, но Жильников и Сухарко, находясь в нетрезвом виде, перестарались и убили обоих. Также за день до убийства на Алибегова в агрогородке Колодищи Жильников и Сухарко с целью ограбления убили мужчину. В 2017 году Шульганову приговорили к 12 годам лишения свободы, Жильникова и Сухарко — к пожизненному лишению свободы. В 2018 году при пересмотре дела исполнители убийства были приговорены к смертной казни, в июне 2019 года расстреляны по приговору суда.

## Предыстория
Александр Жильников вырос в нормальной семье. Отслужил в армии, закончил техникум. Пробовал заниматься бизнесом, затем был наёмным работником, но любил выпить. До ареста работал на пилораме. Заносчивость, конфликтность, озлобленность особенно ярко проявлялись, когда он был пьян. Даже на работе требовал к себе особенного отношения, пытался стать неформальным лидером. Однако коллеги относились к нему настороженно, под влияние Александра попал лишь Сухарко. Жильников являлся уроженцем Тамбовской области и в 1990-е годы был трижды судим за хулиганство и кражу.
Вячеслав Сухарко не знал своего отца, а мать, лишившуюся родительских прав, будучи пьяной, сбила машина. Сирота рос в детских учреждениях. Являлся хроническим алкоголиком и был озлоблен на весь мир.
Алина Шульганова жила вместе с матерью. Была активисткой БРСМ. В августе 2013 года, во время одной из акций в ГУМе, познакомилась с охранником Вячеславом Тихомировым. Молодые люди встречались, вскоре Алина перебралась в квартиру к Вячеславу на улице Алибегова в Минске, которая досталась мужчине от бабушки. Будучи подростком, Вячеслав жил в Польше, куда его увезла мать, вышедшая замуж за поляка. Там парень связался с местными скинхедами и был судим за преступления на национальной почве. Его вид на жительство аннулировали, а парня отправили в Белоруссию к бабушке. Матери Шульгановой понравился её избранник.
Вскоре Тихомиров уволился. Молодая пара фактически содержалась Шульгановой на зарплату воспитательницы детского сада и деньги, которые ей давала мать. В какой-то момент в жизни Тихомирова появилась новая девушка Виктория Кешикова. Уличив Вячеслава в измене, Алина вернулась домой, но парень попросил у неё прощения. В июне 2015 года Шульганова, Тихомиров и Кешикова стали жить втроём. Девушки между собой не общались. Так было до тех пор, пока Виктория не пошла работать. 26 июня Вячеслав попросил Алину уйти из квартиры.
Отвергнутая Шульганова по-прежнему считала своего бывшего возлюбленного хорошим, а виновной — его новую девушку. Вскоре Тихомиров перенёс инсульт. Он мог передвигаться, но речь была затруднённой. Шульганова наняла частного детектива, с помощью которого хотела найти компромат на соперницу. Она даже предлагала детективу найти парня, который мог бы соблазнить Викторию, сфотографировать их вместе и показать фотографии подстроенной измены Вячеславу. Детектив оказался мошенником, за такие действия он был уже трижды судим. По эпизоду с Алиной Шульгановой его наказали за незаконную розыскную деятельность.
Шульганова решила обратиться к соседу, ранее судимому Александру Жильникову. Тот обещал припугнуть или покалечить соперницу, чтобы за время её лечения Шульганова смогла вернуться к Тихомирову. За исполнение заказа была готова заплатить 500 рублей. Себе в напарники Жильников взял коллегу по работе на пилораме Вячеслава Сухарко. Шульганова показала им фотографию соперницы и дала адрес. Ранее судимый Жильников смог убедить Сухарко, что ему дадут не более 5 лет лишения свободы.

## Обстоятельства убийств
За день до двойного убийства на улице Алибегова, 15 декабря 2015 года в агрогородке Колодищи Минской области Жильников и Сухарко совершили жестокое убийство 59-летнего пенсионера Тимошенко, который сдавал им комнату. Сухарко вспомнил, что мужчина хранил дома 10000 долларов. Его забили до смерти, нанеся 33 удара металлическим прутом, 17 из них — по голове. Но деньги не забрали, так как соседи подняли шум и собирались вызвать милицию.
Вечером следующего дня 16 декабря Жильников и Сухарко отправились на квартиру к Тихомирову и Кешиковой. Перед этим они выпили спиртное. Дома был только Вячеслав. Они планировали совершить преступление под видом ограбления, избить обоих и забрать деньги. Уже с порога убийцы стали наносить Вячеславу ножевые ранения. Жильников держал потерпевшего, а Сухарко бил ножом. Продолжал наносить удары тогда, когда мужчина упал на пол, даже порезал себе руку. После расправы с мужчиной преступники принялись громить квартиру, имитируя ограбление. Вскоре домой вернулась Виктория. С ней расправились также. Позже на теле Тихомирова насчитали 80 ножевых ранений, на теле Кешиковой — 63 раны. Однако по другим данным, парню нанесли 50 ранений, девушке — около 30. Убийцы забрали из квартиры деньги, одежду и конфеты, после чего ушли.

## Расследование
Тела были обнаружены 20 декабря. В милицию позвонила мать Тихомирова, которая жила в Польше и вернулась в Минск.
Убийство было раскрыто по горячим следам. Во время оперативно-разыскных мероприятий оперативниками МВД, ГУВД и Московского РУВД Минска подозреваемые были задержаны. Исполнителей убийства задержал «Алмаз» на съёмной квартире в Колодищах.
На очной ставке обвиняемые пытались свалить вину друг на друга. Жильников заявил, что Сухарко собирался убить заказчицу Шульганову, чтобы «не было свидетелей».
«Он говорил, что завалит заказчицу, чтобы не было свидетеля. Пришли к Алине домой, сообщили, что переборщили, завалили двоих, и ей придется больше заплатить. Алина заплакала, но потом успокоилась»,
 — рассказал Жильников, на что Сухарко ответил, что показания его сообщника лживые.
Выяснилось, что из квартиры, где произошло убийство, преступники взяли деньги и конфеты, сели на такси и поехали к заказчице преступления за деньгами.
«Сухарко взял конфеты и сказал, что они пригодятся, потому что через несколько дней у его девушки будет день рождения»,
 — заявил Жильников.
Отвечая на вопрос о том, почему начали наносить удары ножом, Сухарко ответил, что подозревает, что у Жильникова были отношения с Алиной. При этом Жильников заявил, что «всё перевёрнуто с ног на голову», что никаких отношений у него не было, даже не знал, как её зовут, и что он чаще общался с её матерью, чем с ней.
«Она не сильно красивая девушка, думал, что у неё есть проблема с парнями. Зашёл к ней попить пива, и она рассказала, что у её парня появилась другая, и она хочет её проучить».
В ходе следствия выяснилось, что Сухарко имеет психические отклонения, но в целом он, как и Жильников, был признан вменяемым. Потерпевшими по делу были признаны пять родственников убитых. Организатором убийства Кешиковой и Тихомирова была признана Алина Шульганова. 18 октября 2016 года дело поступило в Минский городской суд.

## Суд
Судебный процесс начался 16 декабря 2016 года. Жильникову и Сухарко были предъявлены обвинения по ч.2 ст.139 (убийство трёх лиц из корыстных побуждений), ч.3 ст.207 (разбой, совершенный с целью завладения имуществом в особо крупном размере), ст.378 (хищение личных документов) УК РБ; Шульгановой — по ч.4 ст.16, ч.3 ст.147 (организация причинения тяжкого телесного повреждения, повлёкшего по неосторожности смерть человека), ч.1 ст.13 ч.2 ст.182 (приготовление к похищению человека). 24 февраля 2017 года государственный обвинитель запросила для Шульгановой 15 лет лишения свободы, для Жильникова и Сухарко — смертную казнь. Сухарко — единственный, кто признал свою вину, он просил для себя расстрел. В суде он вёл себя неадекватно, за что его неоднократно удаляли из зала суда. Жильников вину не признал. Шульганова жалела, что не сдала убийц в милицию. 6 марта 2017 года Минский городской суд вынес приговор: Алина Шульганова была приговорена к 12 годам лишения свободы, Александр Жильников и Вячеслав Сухарко — к пожизненному лишению свободы. Также суд постановил взыскать с Сухарко и Жильникова в пользу троих потерпевших 40 000, 40 000 и 70 000 рублей, с троих обвиняемых в пользу ещё двоих потерпевших по 60 000 рублей. 14 июля 2017 года Верховный суд Белоруссии отменил приговор и направил дело на новое рассмотрение. Прокурор настаивал на смертном приговоре для убийц. Жильников и Шульганова просили о снисхождении, Сухарко просил его расстрелять:
Сухарко: «То, что мне надо исключительную меру, согласен. Остальное тоже, наверное, надо. Я не понимаю».
Судья: «Можете объяснить, почему считаете, что вам должна быть назначена исключительная мера в виде расстрела?»
Сухарко: «Я не знаю, как с этим жить».

### Пересмотр дела
4 сентября Минский городской суд начал пересмотр дела. Была проведена стационарная судебно-психиатрическая экспертиза, в ходе которой обвиняемый Сухарко был признан вменяемым. После проведения экспертизы суд возобновился 27 декабря. 15 января 2018 года прокурор вновь запросил высшую меру наказания для обвиняемых. 17 января заслушали последние слова обвиняемых. Они плакали и просили снисхождения у суда. Сухарко на заседании не присутствовал, после психиатрической экспертизы он отказался ехать в суд. 20 января 2018 года Минский городской суд вынес приговор: Шульганова вновь осуждена на 12 лет, Жильников и Сухарко были приговорены к исключительной мере наказания — смертной казни через расстрел.
Адвокаты осуждённых обжаловали приговор. 29 мая 2018 года состоялось рассмотрение апелляционных жалоб в Верховном суде Белоруссии. В ходе заседания Сухарко сообщил о том, что его приговорённого к высшей мере сокамерника Алексея Михаленю и ещё одного осуждённого на казнь скорее всего расстреляли:
«Я четыре месяца сидел в камере смертников с людьми, в отношение которых приговор уже вступил в законную силу. А в отношении меня ещё не вступил, но ведь это никого не волнует. Михаленя и Лётов. Их забрали две недели назад, в ночь с 15 на 16 мая».
После своего выступления Сухарко попросил вывести его из зала, но ему отказали. Тогда он стал громко петь песню группы «Кино» и читать стихи Владимира Высоцкого, после этого его всё же вывели из зала.
Жильников отрицал свою вину в убийствах и говорил, что был лишь очевидцем. Сухарко по-прежнему признавал вину и просил его казнить. Шульганова не присутствовала на рассмотрении апелляций. 30 мая 2018 года Верховный суд оставил приговор в силе. После оглашения вердикта Жильников, отвечая на вопросы журналистов, заявил, что будет просить президента о помиловании. Сухарко на вопрос, будет ли он просить президента о помиловании, только усмехнулся.
24 декабря 2018 года в комитете по правам человека ООН была зарегистрирована жалоба Жильникова на нарушение его прав.

## Казнь
Последний раз Александра Жильникова навещали 30 мая 2019 года в столичном СИЗО №1, где он ожидал казни. Представители правозащитного центра «Весна» помогали ему составлять обращение в Генеральную прокуратуру Белоруссии с просьбой пересмотреть дело по вновь открывшимся обстоятельствам. 13 июня адвокат пришла к Жильникову в СИЗО, где ей сообщили, что он «убыл по приговору». Позже родственники осуждённого получили официальное подтверждение об исполнении приговора. При этом достоверно неизвестна судьба Вячеслава Сухарко, но практика показывает, что осуждённых по одному делу расстреливают одновременно.
Комитет по правам человека ООН осудил исполнение приговора в отношении Жильникова и заявил, что Белоруссия должна приостановить исполнение смертных приговоров в отношении лиц, обратившихся с жалобой.